# Miellen
Miellen ist eine Ortsgemeinde im nördlichen Rhein-Lahn-Kreis in Rheinland-Pfalz. Sie gehört der Verbandsgemeinde Bad Ems-Nassau an.

## Geographische Lage
Der Ort Miellen liegt am linken Ufer der Lahn etwa vier Kilometer südwestlich von Bad Ems.

## Geschichte
Die erste urkundliche Erwähnung des Ortes entstammt dem Jahre 1290; der Name wird von Mühle abgeleitet. Im Jahre 1823 wurde das Dorf zu einer selbständigen Gemeinde. Im Jahre 1892 wurde die Dachziegelfabrik Edelhoff KG gegründet.
Im Zuge der kommunalen Neuordnung von Rheinland-Pfalz wurde die Ortsgemeinde Miellen 1972 der Verbandsgemeinde Bad Ems zugeordnet und kam 2019 zur neuen Verbandsgemeinde Bad Ems-Nassau.

## Politik

### Gemeinderat
Der Gemeinderat in Miellen besteht aus acht Ratsmitgliedern, die bei der Kommunalwahl am 9. Juni 2024 in einer Mehrheitswahl gewählt wurden, und dem ehrenamtlichen Ortsbürgermeister als Vorsitzendem.

### Bürgermeister
Norman Lay ist seit November 2024 Ortsbürgermeister von Miellen.
Seine Vorgänger waren Heiner Eggerath (parteilos) seit 2019 und Hans Hermann Hanisch.

### Partnergemeinde
Am 7. Juli 1990 wurde eine Partnerschaft zur Gemeinde Kälberfeld im thüringischen Wartburgkreis geschlossen. 1996 wurde Kälberfeld Ortsteil der Gemeinde Hörselberg und durch den Zusammenschluss der Gemeinden Hörselberg und Behringen zur Gemeinde Hörselberg-Hainich am 1. Dezember 2007 ein Ortsteil der Gemeinde Hörselberg-Hainich.

## Kultur und Sehenswürdigkeiten

### Bauwerke
Oberhalb des Ortes wurde 1952 die Gefallenen-Gedächtniskapelle errichtet.
Siehe auch: Liste der Kulturdenkmäler in Miellen

## Verkehr
Miellen liegt im Verkehrsverbund Rhein-Mosel an der Lahntalbahn Koblenz–Wetzlar, und zwar zwischen den jeweils etwa zwei Kilometer vom Ortskern entfernten Haltepunkten Friedrichssegen und Nievern. Die parallelen, werktags verkehrenden Buslinien 549 und 576 halten auch in Miellen.
Die Bundesstraße 260 verläuft durch das Gebiet der Gemeinde Miellen.